# Вильяфранко-дель-Гвадиана
Вильяфранко-дель-Гвадиана (исп. Villafranco del Guadiana)  —  муниципалитет в Испании, входит в провинцию Бадахос в составе автономного сообщества Эстремадура. Муниципалитет находится в составе района (комарки) Комарка-де-Бадахос. Население — 1593 человека (на 2005 год). Расстояние до административного центра провинции — 9 км.

## История
Город основан в 1958 году.